# Гаре (Гаџин Хан)
Гаре је насеље у Србији у општини Гаџин Хан у Нишавском округу. Према попису из 2022. било је 9 становника (према попису из 1991. било је 92 становника).

## Положај села
Гаре се налази у Горњем Заплању. Лоцирано је на источним падинама Бабичке горе (1.059 m), y народу Зеленика, у окружењу њених врхова Рамниште (516 m), Говедарац (839 m), Китка (897 m), Крива бука (1.059 m) и Терзина гарина (1.020 m). Сеоске куће се углавном налазе на развођима краћих левих притока (Љута река, Бела река и др.) Кутинске реке. Смештено је 4 km западно од регионалног пута Никола Тесла – Гаџин Хан – Краставче — Доњи Душник — Равна Дубрава. Удаљено је 16,5 km југоисточно од Гаџиног Хана и 38,5 km југоисточно од Ниша. Просторно се развија у висинском појасу од 560 до 750 m.

## Тип села
Некадашњи збијени физиономски тип села трансформисан је у разбијени формирањем три засеока после Првог светског рата. Главни део насеља – Село, је издужен у правцу југ–север. Просторно повезује четири физиономске целине: Село, централни и најстарији део насеља, од кога су удаљени засеоци Дулан, на западу, Страње, на северозападу, и Манастириште, на југоистоку, формирани на месту некадашњих појата.

## Локалитет у прошлости
Сматра се да је Гаре формирано на месту античке насељености. На локалитету Големо дрво су постојали трагови латинског гробља, данас уништени, а изнад самог села остаци римске куле. Уз то, постоје и материјални трагови који упућују на античку експлоатацију руде гвожђа. Остаци некадашњег рударења, које се везује за латине, али и за турски период, евидентирани су на местима Угљи рид, Вигњиште, Црвенка, као и у самом селу, где су очувани трагови двеју вада, којима се највероватније наводила вода на Угљем риду.

## Демографија
У насељу Гаре живи 59 пунолетних становника, а просечна старост становништва износи 64,9 година (62,0 код мушкараца и 75,0 код жена). У насељу има 7 домаћинства, а просечан број чланова по домаћинству је 1,29.
Ово насеље је у потпуности насељено Србима (према попису из 2002. године).
|  |

| Демографија | Демографија | Демографија |
| Година      | Становника  | Становника  |
| ----------- | ----------- | ----------- |
| 1948.       | 346         |             |
| 1953.       | 360         |             |
| 1961.       | 321         |             |
| 1971.       | 234         |             |
| 1981.       | 144         |             |
| 1991.       | 92          | 92          |
| 2002.       | 59          | 59          |
| 2011.       | 39          |             |
| 2022.       | 9           |             |

| Етнички састав према попису из 2002.‍ | Етнички састав према попису из 2002.‍ | Етнички састав према попису из 2002.‍ | Етнички састав према попису из 2002.‍ | Етнички састав према попису из 2002.‍ |
| ------------------------------------ | ------------------------------------ | ------------------------------------ | ------------------------------------ | ------------------------------------ |
|                                      |                                      |                                      |                                      |                                      |
| Срби                                 | Срби                                 |                                      | 59                                   | 100,0%                               |
| непознато                            | непознато                            |                                      | 0                                    | 0,0%                                 |

| Година пописа     | 1948. | 1953. | 1961. | 1971. | 1981. | 1991. | 2002. |
| ----------------- | ----- | ----- | ----- | ----- | ----- | ----- | ----- |
| Број домаћинстава | 56    | 58    | 58    | 57    | 53    | 44    | 33    |

| Број чланова      | 1  | 2  | 3 | 4 | 5 | 6 | 7 | 8 | 9 | 10 и више | Просек |
| ----------------- | -- | -- | - | - | - | - | - | - | - | --------- | ------ |
| Број домаћинстава | 11 | 18 | 4 | 0 | 0 | 0 | 0 | 0 | 0 | 0         | 1,79   |

| Пол    | Укупно | Неожењен/Неудата | Ожењен/Удата | Удовац/Удовица | Разведен/Разведена | Непознато |
| ------ | ------ | ---------------- | ------------ | -------------- | ------------------ | --------- |
| Мушки  | 30     | 7                | 20           | 3              | 0                  | 0         |
| Женски | 29     | 1                | 19           | 9              | 0                  | 0         |
| УКУПНО | 59     | 8                | 39           | 12             | 0                  | 0         |

| Пол    | Укупно                    | Пољопривреда, лов и шумарство | Рибарство                            | Вађење руде и камена | Прерађивачка индустрија       |
| ------ | ------------------------- | ----------------------------- | ------------------------------------ | -------------------- | ----------------------------- |
| Мушки  | 8                         | 3                             | 0                                    | 0                    | 2                             |
| Женски | 3                         | 3                             | 0                                    | 0                    | 0                             |
| УКУПНО | 11                        | 6                             | 0                                    | 0                    | 2                             |
| Пол    | Производња и снабдевање   | Грађевинарство                | Трговина                             | Хотели и ресторани   | Саобраћај, складиштење и везе |
| Мушки  | 0                         | 0                             | 0                                    | 0                    | 0                             |
| Женски | 0                         | 0                             | 0                                    | 0                    | 0                             |
| УКУПНО | 0                         | 0                             | 0                                    | 0                    | 0                             |
| Пол    | Финансијско посредовање   | Некретнине                    | Државна управа и одбрана             | Образовање           | Здравствени и социјални рад   |
| Мушки  | 0                         | 0                             | 0                                    | 0                    | 0                             |
| Женски | 0                         | 0                             | 0                                    | 0                    | 0                             |
| УКУПНО | 0                         | 0                             | 0                                    | 0                    | 0                             |
| Пол    | Остале услужне активности | Приватна домаћинства          | Екстериторијалне организације и тела | Непознато            | Непознато                     |
| Мушки  | 0                         | 0                             | 0                                    | 3                    | 3                             |
| Женски | 0                         | 0                             | 0                                    | 0                    | 0                             |
| УКУПНО | 0                         | 0                             | 0                                    | 3                    | 3                             |